# جلين موريس
جلين موريس (بالإنجليزية: Glenn Morris)‏ (و. 1912 – 1974 م) هو ممثل، ومنافس ألعاب قوى، من الولايات المتحدة الأمريكية، ولد في دنفر، كولورادو، شارك في ألعاب أولمبية صيفية 1936، توفي في بالو ألتو، كاليفورنيا، عن عمر يناهز 62 عاماً.

## التعليم
تعلم في جامعة ولاية كولورادو.

## جوائز
حصل على جوائز منها:
- James E. Sullivan Award [الإنجليزية]‏ (1936).

## وصلات خارجية
- جلين موريس على موقع الاتحاد الأمريكي لسباقات المضمار والميدان (الإنجليزية)
- جلين موريس على موقع الاتحاد الأمريكي لسباقات المضمار والميدان، قاعة المشاهير (الإنجليزية)
- جلين موريس على موقع أوليمبيديا (الإنجليزية)
- جلين موريس على موقع قاعة كولورادو للمشاهير الرياضية (الإنجليزية)
- جلين موريس على موقع IMDb (الإنجليزية)
- جلين موريس على موقع الموسوعة البريطانية (الإنجليزية)
- جلين موريس على موقع أول موفي (الإنجليزية)
- جلين موريس على موقع قاعدة بيانات الفيلم (الإنجليزية)